# Encausse
Encausse település Franciaországban, Gers megyében. Lakosainak száma 444 fő (2022. január 1.). Encausse Cadours, Saint-Cricq, Bellegarde-Sainte-Marie, Caubiac, Vignaux, Ardizas, Cologne, Monbrun és Thoux községekkel határos.

## Népesség
A település népességének változása:
| Lakosok száma | 255  | 258  | 274  | 344  | 418  | 421  | 427  | 425  | 431  | 444  |
|               | 1968 | 1982 | 1990 | 2006 | 2013 | 2015 | 2017 | 2019 | 2020 | 2022 |